# Erocha leucotelus
Erocha leucotelus là một loài bướm đêm trong họ Noctuidae.